# August Bisping
August Bisping (* 4. Mai 1811 in Albersloh; † 17. März 1884 in Münster) war ein deutscher Theologe und Exeget.

## Leben
Ludwig Theodor August Bisping wurde als sechstes Kind der Eheleute Bernard und Angela Schulte Bisping aus Albersloh geboren. Der elterliche Hof Schulte Bisping befand sich in der Bauerschaft Alst in Albersloh. 
Er besuchte das Gymnasium Paulinum in Münster und studierte anschließend von 1832 bis 1838 katholische Theologie in Münster und Bonn. 1836 wurde er zum Priester geweiht. Ab 1839 war er vier Jahre lang Hausgeistlicher und Erzieher im Haus des Grafen von Fürstenberg-Stammheim, daraufhin von 1843 bis 1850 Präses am Heerdekolleg in Münster. 1845 wurde er promoviert und habilitiert. Von 1845 bis 1849 war er zunächst Privatdozent in Münster, ab 1850 dann außerordentlicher und ab 1855 ordentlicher Professor der Exegese des Neuen Testaments. Er bekleidete mehrmals den Posten des Dekans der Theologischen Fakultät und war 1861/1862 Rektor der Königlichen Theologischen und Philosophischen Akademie Münster.
August Bisping ist der Patenonkel des münsteraner Bildhauers August Schmiemann.

## Elternhaus
Der historisch bedeutsame Schultenhof der Eltern wurde im Jahre 1967 als Gebäude abgebaut, um im LWL-Freilichtmuseum Detmold detailgetreu als westfälischer Gräftenhof wieder aufgebaut zu werden.

## Schriften (Auswahl)
- De Epistolis Sancti Pauli perditis: commentatio exegetica, Münster 1855
- Exegetisches Handbuch zum Neuen Testament
  - Exegetisches Handbuch zu den Evangelien und der Apostelgeschichte
    - Bd. 1: Erklärung des Evangeliums nach Matthäus. Aschendorff, Münster 1864.
    - Bd. 2: Exegetisches Handbuch zu den Evangelien und der Apostelgeschichte Aschendorff, Münster 1864.
    - Bd. 3: Erklärung des Evangeliums nach Johannes. Aschendorff, Münster 1865
    - Bd. 4: Erklärung der Apostelgeschichte. Aschendorff, Münster 1866.

  - Exegetisches Handbuch zu den Briefen des Apostels Paulus
    - Bd. 5,1: Erklärung des Briefes an die Römer. Aschendorff, Münster 1854.
    - Bd. 5,2: Erklärung des ersten Briefes an die Korinther. Aschendorff, Münster 1855.
    - Bd. 6,1: Erklärung des zweiten Briefes an die Korinther und des Briefes an die Galater. Aschendorff, Münster 1857.
    - Bd. 6,2: Erklärung der Briefe an die Ephesier, Philipper, Kolosser und des ersten Briefes an die Thessalonicher. Aschendorff, Münster 1855.
    - Bd. 7,1: Erklärung des zweiten Briefes an die Thessalonicher, der drei Pastoralbriefe und des Briefes an Philemon. Aschendorff, Münster 1858.